# استیون هالند
استیون هالند (انگلیسی: Stephen Holland؛ زادهٔ ۳۱ مهٔ ۱۹۵۸) شناگر اهل استرالیا بود.
وی در مسابقات کشوری و بین‌المللی در مجموع برندهٔ ۲ مدال طلا، ۱ مدال برنز شده‌است.